# Ehefähigkeitszeugnis (Deutschland)
Ein Ehefähigkeitszeugnis ist nach deutschem Recht eine amtliche Bescheinigung, die bestätigt, dass einer Eheschließung zwischen zwei Verlobten, von denen wenigstens einer auch eine andere als die deutsche Staatsangehörigkeit besitzt, nach der Rechtsordnung des Ausstellerlandes keine Ehehindernisse entgegenstehen, also insbesondere kein Mangel der Ehefähigkeit bzw. kein Eheverbot.
Auf gegenseitiger Basis uneingeschränkt anerkannt werden die Ehefähigkeitszeugnisse gemäß dem Übereinkommen über die Ausstellung von Ehefähigkeitszeugnissen, welches in Deutschland, Griechenland, Italien, Luxemburg, Moldau, den Niederlanden, Österreich, Portugal, der Schweiz, Spanien und der Türkei wirksam ist. Auch Bescheinigungen anderer Länder können u. U. die Anforderungen an ein Ehefähigkeitszeugnis erfüllen, jedoch handelt es sich in den meisten Fällen lediglich um Ledigkeitsbescheinigungen ohne die Qualität eines Ehefähigkeitszeugnisses.

## Eheschließung von Ausländern in Deutschland
Ein Ehefähigkeitszeugnis benötigen nach § 1309 Abs. 1 des deutschen Bürgerlichen Gesetzbuchs (BGB) die Verlobten, wenn wenigstens einer von ihnen hinsichtlich der Voraussetzungen für die Eheschließung ausländischem Recht unterliegt, also zumindest auch eine nicht-deutsche Staatsangehörigkeit besitzt.
Das Ehefähigkeitszeugnis muss von der inneren Behörde des Heimatstaates ausgestellt sein. Die Ausstellung durch ein Konsulat ist möglich, sofern ein zwischenstaatlicher Vertrag dies ermöglicht. Im Ehefähigkeitszeugnis wird bescheinigt, dass der beabsichtigten Eheschließung beider ausdrücklich genannter Verlobten nach dem Heimatrecht des ausländischen Verlobten keine Hindernisse entgegenstehen.
Kann ein solches Zeugnis nicht beigebracht werden (beispielsweise weil der Heimatstaat solche Zeugnisse nicht ausstellt), so kann der Präsident des Oberlandesgerichts (OLG), in dessen Bezirk die Eheschließung angemeldet wurde, als Behörde der Justizverwaltung von dem Erfordernis der Beibringung eines Ehefähigkeitszeugnisses eine Befreiung erteilen (§ 1309 Abs. 2 BGB). Der Antrag auf Befreiung ist beim Standesbeamten zu stellen, der diesen an den OLG-Präsidenten weiterleitet. Der Standesbeamte hat die Entscheidung des OLG-Präsidenten vorzubereiten.
Nach § 13 Abs. 1 PStG hat der Standesbeamte zu prüfen, ob dem Eheschluss ein Ehehindernis, insbesondere ein Mangel in der Ehefähigkeit oder ein Eheverbot, entgegensteht. § 12 Abs. 2 PStG regelt allgemein, welche Nachweise bei der Anmeldung einer Eheschließung zu führen sind. Soweit beim Standesbeamten ein Antrag auf Befreiung von der Beibringung des Ehefähigkeitszeugnisses aufgenommen werden soll, haben die Eheschließenden auch die Nachweise zu erbringen, die für die Prüfung der Zulässigkeit der Ehe nach dem anzuwendenden ausländischen Recht erforderlich sind (§ 12 Abs. 3 Satz 1 PStG). Welche Nachweise jeweils für die Eheschließung erbracht werden müssen, wird vom zuständigen OLG vorgegeben. Ist den Verlobten die Beschaffung öffentlicher Urkunden nicht oder nur mit erheblichen Schwierigkeiten oder unverhältnismäßig hohen Kosten möglich, so gilt nach § 12 Abs. 3 Satz 2 PStG die Regelung in § 9 Abs. 2 PStG entsprechend. Unter den dort genannten Voraussetzungen können dann auch andere Urkunden als Beurkundungsgrundlage dienen oder Versicherungen an Eides statt der Betroffenen oder anderer Personen verlangt und abgenommen werden.
Gegen eine ablehnende Entscheidung des Präsidenten des Oberlandesgerichts, die einen Justizverwaltungsakt darstellt, kann nach §§ 23, 25 des Einführungsgesetzes zum Gerichtsverfassungsgesetz (EGGVG) Antrag auf gerichtliche Entscheidung beim zuständigen Oberlandesgericht gestellt werden.

## Eheschließungen Deutscher im Ausland
Die formalen Voraussetzungen für eine Eheschließung im Ausland werden in der Rechtsordnung des jeweiligen Landes autonom festgelegt. Nur wenige Länder, insbes. diejenigen, die dem o. g. Übereinkommen über die Ausstellung von Ehefähigkeitszeugnissen beigetreten sind, verlangen ausdrücklich ein Ehefähigkeitszeugnis.
Zumeist wird im Ausland jedoch eine Bescheinigung deutscher Behörden verlangt, die bestätigt, dass keine andere Ehe (mehr) besteht (oft als Ledigkeitsbescheinigung beschrieben). Eine solche schlichte Ledigkeitsbescheinigung sieht die deutsche Rechtsordnung jedoch nicht vor, so dass bereits mangels einer notwendigen Rechtsgrundlage die Standesämter oder andere Behörden keine Ledigkeitsbescheinigungen ausstellen können. Lediglich in einer deutschen Meldebescheinigung wird unter anderem (nachrichtlich) der im Melderegister gespeicherte Familienstand aufgeführt, was in einigen Ländern (z. B. Dänemark) u. U. schon als Nachweis des Nichtbestehens einer anderen Ehe genügen kann. Insbesondere in Ländern außerhalb Europas wird jedoch häufig auf der Vorlage eines für den internationalen Rechtsverkehr überbeglaubigten Dokuments (also mit Apostille oder in legalisierter Form) bestanden. Eine solche Überbeglaubigung wird von manchen deutschen Behörden für Meldebescheinigungen jedoch nicht vorgenommen, insbesondere wenn dadurch aus deutscher Rechtssicht tatsächlich ein Ehefähigkeitszeugnis vermieden werden soll.

## Gleichgeschlechtliche Lebenspartnerschaft und Ehepaare, die nicht aus Mann und Frau bestehen
Bei der Lebenspartnerschaft ist man bewusst von der Regelung des Art. 13 EGBGB abgewichen, weil sonst die meisten Ausländer in Deutschland keine Lebenspartnerschaft hätten eingehen können. Deshalb bestimmt Art. 17b Abs. 1 Satz 1 EGBGB, dass die Voraussetzungen für die Begründung einer Lebenspartnerschaft dem Recht des Staates unterliegt, der das Lebenspartnerschaftsregister führt. Wurde in Deutschland die Lebenspartnerschaft geschlossen, richteten sich für jeden Teil die Voraussetzungen der Lebenspartnerschaft nach deutschem Recht. Diese Regelung wurde 2017 in Art. 17b Abs. 4 EGBGB für gleichgeschlechtliche Ehepaare übernommen. Sie gilt auch für Ehepaare, bei denen zumindest ein Ehegatte weder dem männlichen noch dem weiblichen Geschlecht angehört (Intersexualität).
Nach deutschem Recht müssen Verlobte unverheiratet sein (§ 1306 BGB, für gleichgeschlechtliche Paare bis 2017 § 1 Abs. 2 Nr. 1 LPartG a. F). Den Nachweis der Voraussetzungen für die Eingehung einer gleichgeschlechtlichen Ehe (bis 2017 Lebenspartnerschaft) wird bei einem Ausländer durch eine Bescheinigung einer inneren Behörde seines Heimatlandes erbracht, dass er unverheiratet sei. Mit dieser Bescheinigung werden nur die tatsächlichen Voraussetzungen nachgewiesen, die für die Beurkundung nach deutschem Recht erforderlich sind; die rechtlichen Voraussetzungen des Heimatlandes spielen keine Rolle.
Die Standesbeamten richten sich bei der Prüfung der Frage, welche Bescheinigungen Ausländer beibringen müssen, die eine gleichgeschlechtliche Ehe (bis 2017 Lebenspartnerschaft) eingehen wollen, nach den Vorgaben des örtlich zuständigen Oberlandesgerichtes.